# Kirk Palmer
Kirk Palmer (12 de outubro de 1986) é um nadador australiano que conquistou uma medalha de bronze nos Jogos Olímpicos de Pequim de 2008, no revezamento 4x200 metros livre. Ele não nadou na final, mas ganhou a medalha por ter disputado as eliminatórias.